# Ириклинская ГРЭС
Ирикли́нская ГРЭС, ИГРЭС — одна из крупнейших тепловых электростанций на Южном Урале.
Расположена в Новоорском районе Оренбургской области, в посёлке Энергетик, на берегу Ириклинского водохранилища на реке Урал.
Ириклинская ГЭС включена в состав ИГРЭС.

## Собственники и руководство
При реформировании РАО «ЕЭС России» в 2005 году станция выделилась из состава ОАО «Оренбургэнерго» в ОАО «Ириклинская ГРЭС», которое в 2006 вошло в состав генерирующей компании оптового рынка электроэнергии ОАО «ОГК-1». С 1 апреля 2011 года полномочия единоличного исполнительного органа ОАО «ОГК-1» переданы управляющей организации — Обществу с ограниченной ответственностью «ИНТЕР РАО Электрогенерация».

## Характеристики
Первый и второй энергоблоки станции были введены в эксплуатацию в 1970; далее ещё шесть энергоблоков были введены в строй с 1971 по 1979. Станция оборудована восемью энергоблоками по 300 МВт каждый с турбинами Ленинградского металлического завода К-300-240 и котлами ПК-41 — на энергоблоках № 1, 2: ТГМП-114 — на энергоблоках № 3, 4: ТГМП-314 — на энергоблоках № 5, 6, 7, 8.

## История
История строительства Ириклинской ГРЭС начинается с истории строительства Ириклинской ГЭС.
Гидроэлектростанция имеет скромную мощность всего 22,5 МВт и работает с декабря 1958 года.
Одноимённое водохранилище было заполнено с 17 апреля 1958 года и завершилось 8 мая 1966.
Водохранилище является крупнейшим в Оренбургской области.

### Проектирование
В 60-е годы появилась потребность в электростанции на востоке Оренбуржья в связи с планами строительства Буруктальского никелевого завода, Гайского горно-обогатительного комбината, увеличением мощностей ряда Орских предприятий. По окончании строительства ГЭС по инициативе председателя Оренбургского совнархоза Н. С. Казакова начались изыскательские работы по выбору площадки для строительства тепловой электростанции.
Основанием для этого было постановление Совета Министров СССР от 10 апреля 1959 года № 379 и распоряжения Оренбургского Совнархоза от 6 апреля 1959 года № 8 была организована комиссия по обследованию и выбору площадки для строительства мощной ГРЭС в восточной части Оренбургской области.
С участием работников Киевского отделения института «Теплоэлектропроект» были обследованы несколько площадок на реке Урал для строительства ГРЭС.
По результатам предварительного сопоставления технико-экономических показателей была выбрана наиболее выгодная площадка.
Она расположена на левом берегу водохранилища, на расстоянии около 20 километров от ГЭС.
В итоге место для ГРЭС было найдено: станция строилась в центре высокоразвитого экономического района, у водохранилища.
Недалеко от места будущей стройплощадки на берегах водохранилища есть природные запасы стройматериалов (песка, камня, гравия), а в 50 километрах от ГРЭС, у посёлка Новоорск расположена железная дорога, необходимая для поставки оборудования, а впоследствии — подвоза топлива.
Железнодорожная станция находится на линии Орск — Карталы и расположена в 288 километрах к востоку от Оренбурга.

### Строительство
8 июня 1962 года Правительством было приняло решение о комплексном строительстве Ириклинской ГРЭС и жилого посёлка.
С зимы 1963 года началось строительство посёлка Энергетик:
- 25 января 1963 прибыла первая группа строителей с Троицкой ГРЭС.
- В марте был вбит первый колышек под фундамент первого многоквартирного жилого дома посёлка.

23 июля 1969 года в главном корпусе начался монтаж котла, а также турбины и другого оборудования.
К 53-й годовщине Великой Октябрьской Социалистической революции — 7 ноября 1970 года первый энергоблок мощностью 300 МВт был введён в эксплуатацию.
Этот день стал считаться днём рождения Ириклинской ГРЭС.
Второй энергоблок был поставлен под нагрузку 31 декабря 1970 года.
Эта стройка стала серьёзным достижением отечественного энергостроения: за короткий период были введены в действие с «нуля» два мощных энергоблока на одной электростанции.
В историю строительства станции и поселка вписаны имена
- начальников стройки:

Кайханова Алексея Ильича, Поддубского Александра Павловича, Брусенского Анатолия Ивановича, Крымского Израиля Михайловича, Фогеля Альберта Рудольфовича.
- строителей:

Крауялиса Здислава Ивановича, Маметьева Раиля, Титова Вячеслава Александровича, Кузьменко Ивана Сергеевича, Попковой Елены Николаевны, Рудакова Александра Сергеевича.
- директоров станции:

Каштанова Ивана Григорьевича,
Чернышева Евгения Викторовича,
Румянцева Юрия Васильевича.
Многие энергетики награждены правительственными наградами, среди них Вербин Николай Никитович, Петрушин Александр Семенович, Шимановский Виктор Эдуардович, Свиридов Павел Иванович, Дегтярев Сергей Иванович, Пинаев Александр Петрович. Звание « Заслуженный работник РАО ЕЭС Росси» присвоены Клюшину Владимиру Александровичу, Воробьеву Сергею Тихоновичу, Кобец Надежде Яковлевне, Ланеевой Евгении Александровне.
По результатам работы были отмечены строители, монтажники, и эксплуатационники ГРЭС.
Тридцать пять человек были награждены орденами и медалями СССР, среди них:
- П. С. Степанов,
- Н. М. Ребров,
- М. М. Александров,
- В. М. Архипов,
- П. Т. Неверов

и многие другие.
Строительство первой очереди ГРЭС продолжалось до конца 1975 года; 8 декабря 1975 года первая очередь ГРЭС была сдана в постоянную эксплуатацию.
Её мощность составила 1800 МВт.
Изначально в качестве топлива использовался мазут, но в 1976 году станцию перевели на природный газ, подключив к газопроводу «Бухара-Урал».
17 ноября 1979 года был запущен 8 энергоблок, на этом расширение ГРЭС было закончено.
Установленная мощность станции была доведена до проектной (2400 МВт).

### Эксплуатация
В 1985 году Государственной комиссией был подписан Акт приёмки в эксплуатацию второй очереди Ириклинской ГРЭС и посёлка Энергетик.
От ГРЭС отходят высоковольтные линии напряжением 500/220/110 кВ. К ВЛ 500 кВ подключены подстанции, питающие крупные промышленные предприятия — Оренбургский газоперерабатывающий завод, Магнитогорский металлургический комбинат.
С 1 октября 2006 года Ириклинская ГРЭС является филиалом Первой генерирующей компании оптового рынка электроэнергетики Интер РАО ЕЭС.
В январе-феврале 2011 года был произведен ремонт охлаждающего цирководовода одного из энергоблоков. Внутри входной и выходной части стального трубопровода диаметром 2 м, которые не проходят внутри водохранилища, методом релайнинга была проложена стеклопластиковая труба HOBAS DN 1500, единственная на тот момент труба, имеющие доказанное испытаниями соответствие стандартам и позволяющая восстановить несущую способность конструкции.

### Модернизация
В сентябре 2016 года завершена модернизация энергоблока №2, в результате его мощность была увеличена на 30 МВт до 330 Мвт. 
1 марта 2023 года началась модернизация энергоблока № 4 мощностью 300 МВт. После завершения модернизации в марте 2024 года мощность увеличена на 30 МВт. К 2027 году планируется модернизировать энергоблоки №№ 1 и 3.

## Дополнительные факты
Именем Здислава Крауялиса в п. Энергетик названа аллея, ведущая от кинотеатра «Спутник» к гостинице «Волна». Берёзки, растущие на территории гостиницы были высажены бригадой З. И. Крауялиса.
Все три дымовые трубы используются также в качестве опор ЛЭП, подобно двум трубам Конаковской ГРЭС.